# Avari (Tolkienova mitologija)
Avari, imenovani tudi Nevoljneži (izvirno angleško the Unwilling), so tisti vilini, ki se niso udeležili Velikega pohoda. Živeli so v vzhodnih deželah in večinoma niso igrali pomembne vloge v Tolkienovi mitologiji. So potomci dveh prvotnih skupin vilinov, in sicer Tatjarjev in Neljarjev, zato jih v osnovi delimo na tatjarske in neljarske avare. Njihov jezik imenujemo avarščina. Med Tatjarje se uvrščajo plemena Kindov, Hwentov, Windanov, Kinn-laiov, Cuinda, med Neljarje pa Penne.